# Far Cry 6
Far Cry 6 est un jeu vidéo de tir à la première personne, d'action-aventure développé par le studio Ubisoft Toronto et édité par Ubisoft. Le jeu est dévoilé le 12 juillet 2020. Sa sortie était initialement prévue le 18 février 2021, mais a été repoussé au 7 octobre 2021 en raison de la pandémie de Covid-19.

## Système de jeu
Far Cry 6 est un jeu de tir à la première personne d'action-aventure. Le gameplay est similaire à celui des précédents jeux Far Cry ; il s'agit ici de former une résistance pour renverser le régime dictatorial en place. 
Pour la première fois dans la série, les cinématiques principales du jeu ne sont pas en vue première personne mais à la troisième personne,.
Le jeu dispose également d'un mode multijoueur en coopération.

## Trame
Far Cry 6 se déroule sur l'île fictive des Caraïbes de Yara, inspirée de Cuba, qui est décrite comme « la plus grande carte de la série » qui consiste en « un paradis tropical figé dans le temps ». Elle est dirigée par Anton Castillo (Giancarlo Esposito), un dictateur ayant le plein contrôle de l'île, qui invite son fils Diego (Anthony Gonzalez), incertain de son propre avenir, à suivre ses traces. Le personnage d'Anton est décrit comme un leader « essayant de faire comprendre au peuple qu'il a besoin d'un dirigeant fort », mais doit faire face aux révoltes de la population peu compréhensive. Il « essaie de donner à son fils la possibilité d'embrasser les idées qui lui permettront de diriger l'île »,.
Le joueur joue le rôle de Dani Rojas (homme ou femme), un soldat luttant pour la liberté qui tente de ramener la nation à la gloire et de résister face au pouvoir en place, principalement en menant des actions de guérilla,,.

## Développement

### Conception
Le développement de Far Cry 6 était en cours depuis quatre ans au moment de son annonce en juillet 2020, Ubisoft Toronto en étant le développeur principal. Le directeur narratif Navid Khavari a déclaré qu'ils avaient commencé à faire des recherches sur les révolutions, qu'ils étaient tombés sur l'idée de la révolution de guérilla moderne comme la révolution cubaine, qui leur a donné de nombreuses idées sur la façon de pousser le personnage du joueur à lutter contre un gouvernement répressif. Cela a également amené la nécessité de donner une voix au personnage-joueur, Dani Rojas, par rapport aux récents jeux de Far Cry dans lesquels le protagoniste était resté muet. Khavari a déclaré « qu'il était essentiel pour nous de veiller à ce que le protagoniste ait un investissement personnel dans cette révolution ». Utiliser Cuba comme une influence a également établi le retour à un cadre tropical, une caractéristique des jeux Far Cry antérieurs, tout en donnant au décor un aspect hors du temps en raison des blocages économiques qui avaient été imposés sur l'île, mélangeant des voitures anciennes avec armes modernes.

### Annonce
Les rumeurs quant au nouveau jeu Far Cry ont commencé à apparaître début juillet 2020, où l'acteur Giancarlo Esposito a laissé entendre qu'il avait récemment participé à un « énorme jeu vidéo », principalement lors de prises de voix et de capture de mouvement. Ubisoft a confirmé l'existence du jeu quelques jours avant l'annonce complète sur les réseaux sociaux et a dévoilé le jeu le 12 juillet 2020 lors de l'événement en ligne d'Ubisoft Forward,,.

### Sortie
La sortie du jeu est initialement prévue le 18 février 2021 sur Windows, PlayStation 4, PlayStation 5, Xbox One, Xbox Series et Google Stadia, mais est repoussée au 7 octobre 2021 en raison de la pandémie de Covid-19,.

## Personnages principaux
Le jeu comporte de nombreux personnages, jouables ou non, dont certains joueront des rôles plus importants que d'autres dans l'aventure.

### Dani Rojas
De sexe féminin ou masculin selon le choix du joueur, Dani Rojas est le personnage principal de l'histoire et le seul personnage jouable. Après avoir constaté les crimes d'Anton Castillo, il rejoint les rangs de Libertad, le principal mouvement de résistance armée, avec lequel il combat jusqu'à la fin du jeu. Le personnage est également jouable dans les extensions et modes secondaires du jeu.

### Clara Garcia
Clara Garcia est la cheffe du mouvement de résistance Libertad, et la principale opposante au régime d'Anton Castillo.

### Juan Cortez
Ancien espion auparavant au service du KGB, Juan Cortez met ses compétences de bricoleur au service de la guérilla, permettant à Dani de tirer profit de son expérience.

### Antón Castillo
Antón Castillo, qui se surnomme lui-même « El Presidente », est le « méchant » du jeu, et le tyran de l'île de Yara, que le joueur devra vaincre comme objectif final du jeu. Il est incarné par l'acteur américain Giancarlo Esposito (VF : Thierry Desroses),.

### Diego Castillo
Diego Castillo est le fils d'Antón Castillo et son futur héritier désigné. Il est cependant moins attiré par le pouvoir que son père, et tente d'échapper à son influence. Il est incarné dans le jeu par l'acteur Anthony Gonzalez.

## Accueil

### Critique
La politisation du titre a beaucoup suscité la polémique, bien qu'elle soit volontaire et assumée par Ubisoft,. Les journalistes du site spécialisé Polygon critiquent ce qu'ils considèrent comme « une représentation caricaturale de Cuba ».